# أرت غودوين
أرت غودوين (بالإنجليزية: Art Goodwin)‏ هو لاعب كرة قاعدة أمريكي، ولد في 27 فبراير 1877 في Whiteley Township, Pennsylvania ‏ في الولايات المتحدة، وتوفي في 19 يونيو 1943 في Franklin Township, Greene County, Pennsylvania ‏ في الولايات المتحدة.